# وزارة المالية (التشيك)
وزارة مالية جمهوريَّة التشيك (بالتشيكية: Ministerstvo financí České republiky)‏، والمختصرة MFČR، هي وزارة حكومية مسؤولة عن الأمور المتعلقة بالسياسة الاقتصادية، والموازنة الحكومية، وخدمة الإيرادات، والخدمات المصرفية، والأمن والتأمين، والعمل الاقتصادي الدولي، والحكومة المركزية والإقليمية والمحلية في جمهورية التشيك.
وزير المالية الحالي هو زبينيك ستانجورا، منذ 17 ديسمبر 2021.

## أنظر أيضا
- وزارة المالية الاتحادية (ألمانيا)

## روابط خارجية
- الموقع الرسمي